# Lista de peixes que respiram fora de água

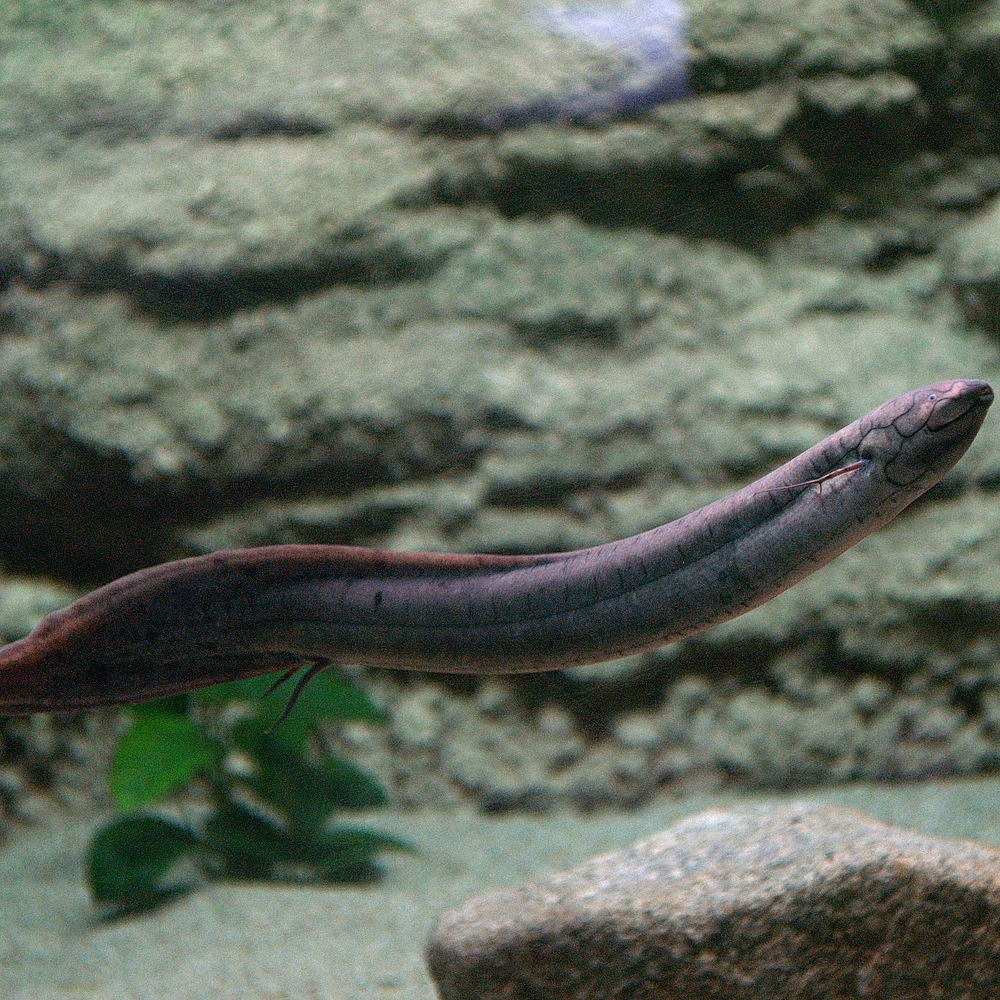
Lepidosiren paradoxa.

Várias espécies de peixes respiram fora d'água, como Sarcopterygii, Dipnóicos (Grupo em que se encontra a Pirambóia) e os pré-históricos Tetrapodomorpha (os ancestrais dos Amphibia e de todos os Tetrapoda, como o Panderichthys e o Tiktaalik roseae). Algumas das espécies mais conhecidas por possuírem esta bicaracterística munífico entre os membro de sua espécie são:
- Lepidosiren paradoxa
- Rivulus marmoratus
- Periophthalmus
- Channa Micropeltes
- Arapaima gigas
- Bichir
- Clarias gariepinus
- Caborja
- Betta splendens
- Colisa e trichogaster
- Corydoras

•   Cascudos
•  beijador
Existem diversas formas diferentes pelo qual peixes respiram fora d'água ou que usam o ar atmosférico como oxigênio adicional, Alguns apenas sobem a superfície para buscar ar com a falta de oxigênio na água e alguns até passam bastante tempo fora d'água